# Mujeres Batalla
Mujeres Batalla es un concepto desarrollado por el periodista Antonio Orjeda para recoger y promover la experiencia de mujeres emprendedoras en el Perú. Nació como un libro que recoge la experiencia de vida de más de 350 mujeres emprendedoras a lo largo de siete años de entrevistas en la página semanal Ejecutivas del diario peruano El Comercio. Esta obra se convirtió luego una revista mensual del mismo nombre y en la Asociación Mujeres Batalla- Amuba, que agrupa a mujeres emprendedoras que buscan replicar modelos de éxito hacia peruanas en situaciones de desventaja social o económica.

## Historia
Entre 2004 y 2011, el periodista Antonio Orjeda publicó en la sección Economía del diario El Comercio una entrevista semanal a mujeres con historias de emprendimiento. La página logró singular éxito debido a la variedad de sus entrevistadas, que iba desde ejecutivas y dueñas de empresas, hasta microempresarias de los sectores más deprimimdos de la sociedad. El factor común de éxito de todas las mujeres era el nivel de satisfacción personal y su aporte como ejemplo de emprendimiento.
Treinta de las mejores entrevistas logradas se convirtieron el año 2007 en un libro publicado por Editorial Norma. De inmediato el libro se convirtió en un éxito en ventas y tuvo su segunda edición el año 2008. Actualmente se prepara la tercera edición del libro.
La publicación del libro impulsó el movimiento de las mujeres entrevistadas, quienes crearon la Asociación Mujeres Batalla (Amuba) organización sin fines de lucro que busca promover que mujeres y jóvenes peruanas de escasos recursos puedan alcanzar la realización personal.
El 2012 Mujeres Batalla se convirtió en una revista de edición mensual bajo la dirección de Orjeda y con la misma temática: historias ejemplares de emprendimiento femenino. Estas publicaciones, tanto revistas como libros, son actualmente usados para presentar casos de emprendimiento exitoso en colegios, universidades y escuelas de negocios.
La foto de portada muestra a su hija Miranda Abril de 9 años posando con la camiseta de la Selección Peruana de Fútbol, representando una Mujer Batalla que se está formando, lista para enfrentar cualquier adversidad, como lo explicó en su visita al Colegio San José de Cluny-Surquillo.
Antonio Orjeda tiene más de 20 años de experiencia en prensa escrita. El año 2003 fue becario de la Fundación para el Nuevo Periodismo, ha sido coautor de Pecados capitales. 7 miradas para entender el éxito y el fracaso en el Perú, junto a Vanessa Antúnez, Julio Escalante y Luis Felipe Gamarra (2012). También fue miembro del Comité Consultivo de la Conferencia Anual de Emprendedores CADE Emprendedores.